# Шаляпин, Денис Валерьевич
Денис Валерьевич Шаляпин (11.11.1970) — российский тренер по плаванию. Заслуженный тренер России (по плаванию).
Бывший тренер чемпионки мира на короткой воде Анастасии Иваненко.

## Семья
Мать — Людмила Федоровна Шаляпина (Вятчанина), тренер по плаванию.
Дядя — Аркадий Фёдорович Вятчанин, заслуженный тренер России (2002).
Двоюродный брат — заслуженный мастер спорта России Аркадий Вятчанина